# Вітус Беринг

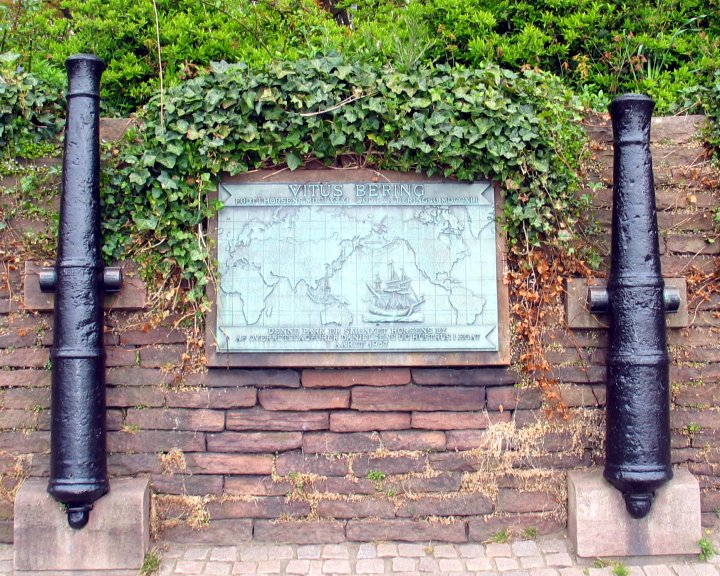
Меморіал В. Й. Берингу в однойменному парку Vitus Bering Parken в його рідному місті Горсенсі

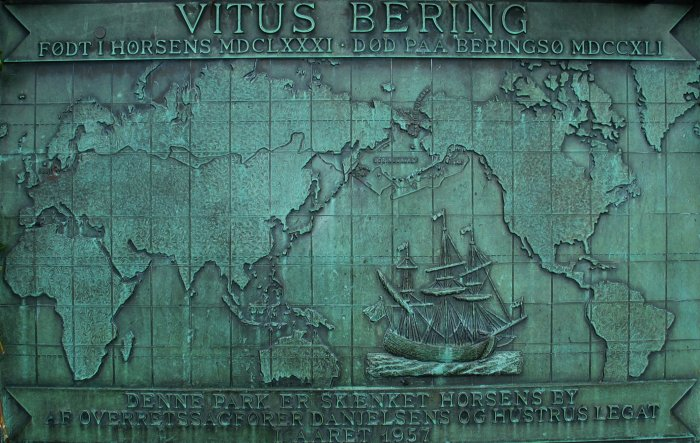
Мапа подорожей В. Й. Беринга

Ві́тус Йона́ссен Бери́нг (дан. Vitus Jonassen Bering, тж. Behring; 12 серпня 1681, Горсенс (дан. Horsens), Данія — 8 (19) грудня 1741, Острів Беринга, Командорські острови) — данський морський офіцер на російській військово-морській службі, дослідник Камчатки, Тихоокеанського узбережжя Росії та західних берегів Північної Америки, капітан-командор російського флоту.

## Життєпис
Народився в Горсенсі (Данія). На службі в Російській імперії провів 37 років. У 1703–1724 роках служив на Балтійському й Азовському флотах. 1725 року за дорученням Петра I, очолив Першу Камчатську експедицію, яка вирушила в Тихий океан, аби з'ясувати, чи з'єднується Азія з Америкою. 1732-го очолив вже Другу Камчатську, або Велику Північну, експедицію, з якої не повернувся.
Позначив на карті узбережжя Аляски, низку островів із груп Алеутського, Курильського та Японського архіпелагу.
На честь Беринга названо море, острів, протоку, мис на узбережжі Охотського моря. Його ім'я носять також Командорські острови.

## Перша Камчатська експедиція
У Першу Камчатську експедицію Івана Івановича Беринга (так у Росії його звали) послав Петро І за два тижні до смерті. Пошук морських шляхів завжди був ідеєю фікс цього монарха. Проте ні взяття Азова, ні похід на Каспій виходу у відкритий океан не давали. Панування на Балтиці було досить відносне — шведи чи данці щохвилини могли покласти йому край. Залишався Далекий Схід: через протоку між Азією й Америкою російські судна могли б прорватися до Індії й Китаю.
В інструкціях, отриманих Берингом, говорилося:
|  | 1. Надлежит на Камчатке или в другом там месте сделать один или два бота с палубами; 2. на оных ботах возле земли, которая идет на Норд и по чаянию (понеже оной конца не знают), кажется та земля часть Америки; 3. для того искать, где оная сошлась с Америкою: и чтобы доехать до какого города европейских владений или ежели увидят какой корабль европейской, проведать от него, как оный куст называют и взять на письме и самим побывать на берегу и взять подлинную ведомость и, поставя на карту, приезжать сюды. |

Іронія долі була в тому, що протоку між Азією й Америкою за 80 років до цього відкрив козак Семен Дежньов. Однак результати його приватної експедиції надбанням громадськості не стали. Принаймні про неї не знали ні цар Петро, ні капітан Беринг.

Експедиція вирушила з Петербурга на Далекий Схід у січні 1725 року, але тільки 13 липня 1728 Беринг ступив на борт корабля «Св. Гавриїл», побудованого в Нижньокамчатську, й вирушив на північ. Більше місяця він позначав незнайомі береги на карті. Досяг 67°18′ пн. ш. 167°0′ сх. д. / 67.300° пн. ш. 167.000° сх. д., дізнався від місцевого населення — чукчів та алеутів, що далі берег простирається на захід, і зробив категоричний висновок: 
|  | Не можна Азії з'єднуватися з Америкою. |

 Вважаючи свою місію виконаною, Беринг повернув назад.
У Петербурзі він подав на розгляд адміралтейства-колегії свій вахтовий журнал і карти й запропонував спорядити нову експедицію для дослідження північного та північно-східного берегів Сибіру. До відкриттів Беринга колегія поставилася недовірливо: все-таки протоки він на власні очі не бачив і на карті не позначив. Проте йому виклопотали чин капітан-командора, та й пропозицію схвалили.

## Друга Камчатська експедиція

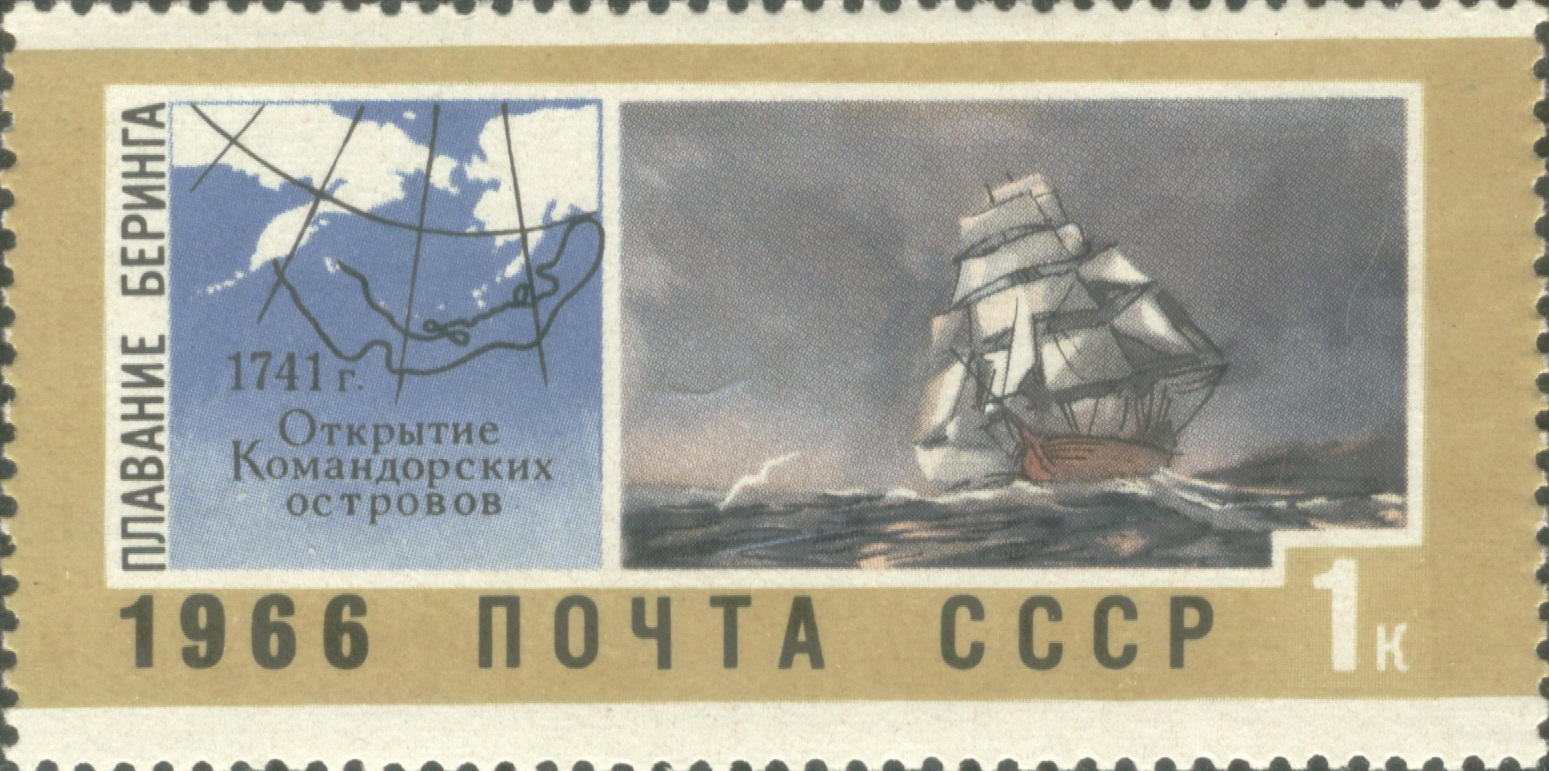
Поштова марка СРСР, 1966 року, присвячена плаванню командора й відкриттю Командорських островів.

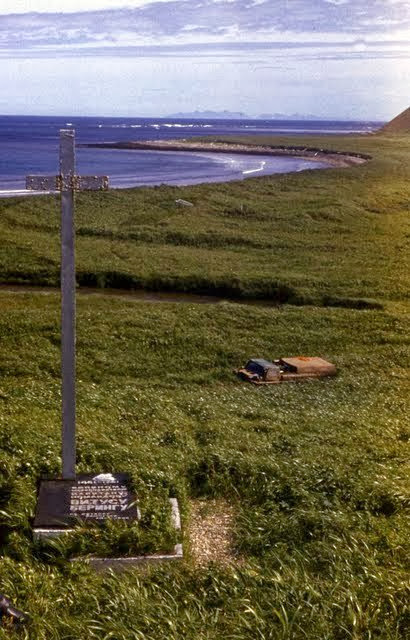
Могила Вітуса Беринга

28 грудня 1732 року з найвищого повеління Анни Іванівни спорядили Другу Камчатську експедицію. Задумали її набагато масштабнішою, ніж першу: планувалося не лише ретельно досліджувати й позначати на карті береги, а й організувати там господарську діяльність: землеробство, видобування корисних копалин, суднобудування; закласти нові порти.
Друга експедиція тривала майже десять років. Більшу частину цього часу Беринг змушений був сидіти на березі, координуючи дії численних експедиційних загонів та воюючи з місцевими чиновниками. Лише 4 червня 1740 року він вийшов у море з Петропавловська на кораблі «Св. Петро». Разом із Берингом на цьому судні в похід вирушив Олексій Чиріков, у рейс до берегів Америки.
Тридцять років по тому англійський мореплавець Джеймс Кук дав протоці ім'я Беринга й висловив захоплення, наскільки досконалими виявилися карти, складені під час останнього походу Берінга. Саме тоді командор позначив на карті узбережжя Аляски, Алеутські, Курильські, Японські острови.
Уточнюючи координати Землі Хуана да Гама, яка містилася, якщо вірити тодішнім картам, на південний схід від Камчатки, експедиція потрапила у шторм. Судна збилися з дороги й загубили одне одного. Чирікову на «Св. Павлі» після безуспішних пошуків Беринга вдалося зрештою повернутися до Петропавловська.
Лейтенант Свен Ваксель, який залишився живим, згодом написав в офіційному рапорті:
|  | Кров закипає в мені щоразу, коли я згадую про безсовісний обман, у який ми були введені неправильною картою. З вини цієї карти майже половина нашої команди загинула марною смертю. |

|  | Не знаю, чи може бути на світі безрадісніший або тяжчий стан, ніж плавання в неописаних водах. |

Серед людей на кораблі почалася цинга. Першим помер матрос Шумагін, його поховали на невеликому острові. Ця група островів досі називається Шумагінськими островами. Коли моряки знову побачили невідому землю, 12 чоловік з корабля вже померли, 34 були хворі. «Св. Петро» був уже практично некерованим, і висадка більше скидалася на аварію корабля. Члени експедиції опинилися на острові, який згодом було названо островом Беринга, а весь ланцюг островів — Командорськими.
Розпочалася зимівля-робінзонада. Землянки, намети зі звіриних шкур, м'ясо кита, викинутого на берег. Утім, моряки постаралися зберегти майно з розбитого корабля. Збереглася навіть «Роспись пакетбота Св. Петра шкиперским припасам, которые по отбытии нашем оставлены на острове в новопостроенном нами сарае», де скрупульозно виписано 2 071 «казенну» річ.
Беринг помер через місяць після висадки на острів. Незадовго до його смерті стався невеликий землетрус і хворого командора наполовину засипало в його хатині-землянці. Як згадував Свен Ваксель, командор попросив товаришів не відкопувати його — під землею тілу було тепліше. Його поховали з немислимими почестями тіло командора обклали чотирма дошками. Саме за цією імпровізованою труною через чверть тисячоліття дослідники впізнали його поховання серед інших.
З останків «Св. Петра» одному з членів експедиції, козаку Саві Стародубцеву, до весни пощастило побудувати нове судно. На ньому 46 чоловік, які залишилися живими (із 77, які вирушили в плавання), добралися до Петропавловська.

## Обличчя командора

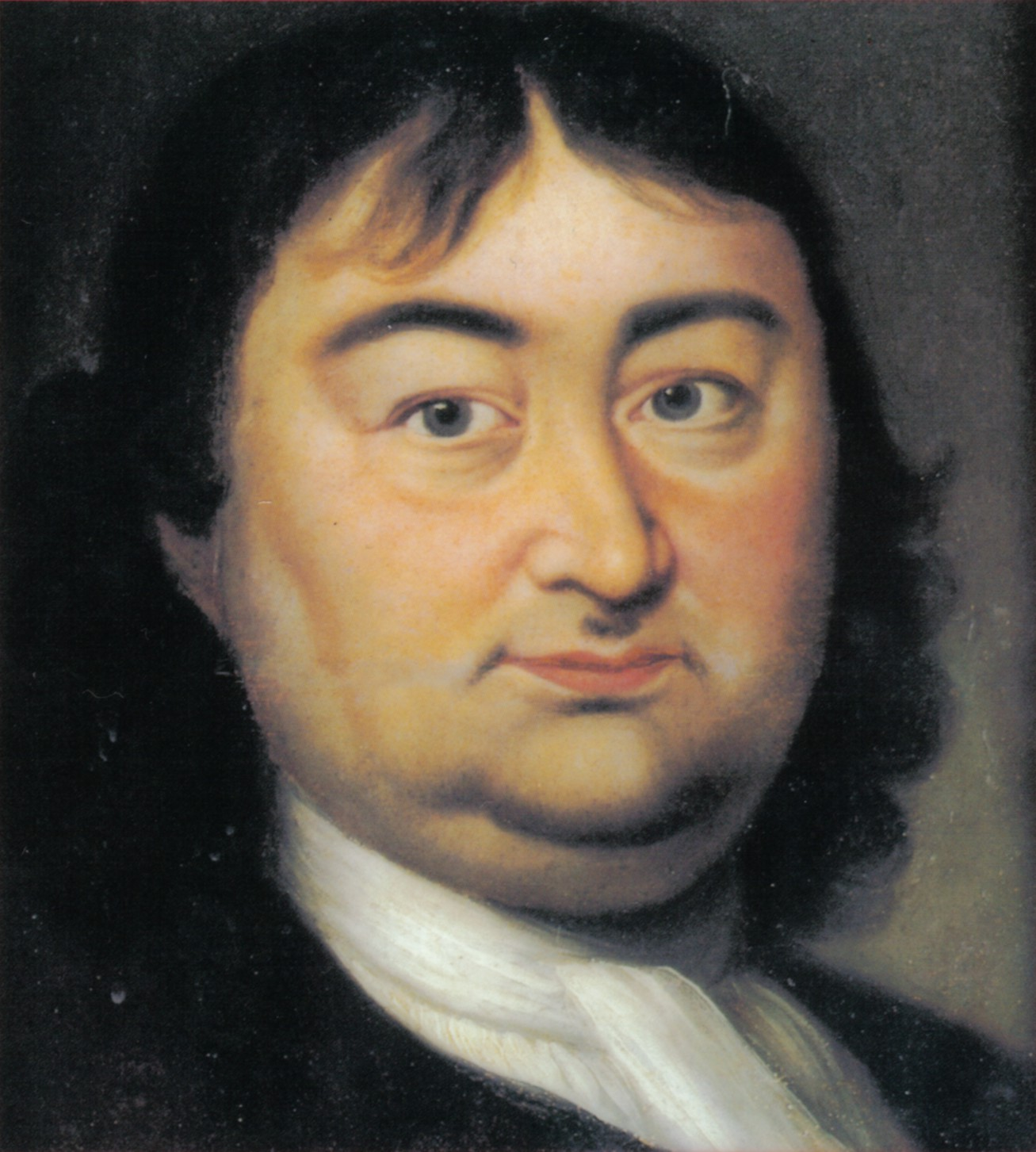
Портрет данського поета — Беринга Вітуса Педерсена, що довгий час приписували його небожу, відомому мореплавцю

Сенсаційну знахідку виявили археологи з російсько-данської експедиції «Беринг-91» під керівництвом Андрія Станюковича, яка працювала на острові 1991 року, рік 250-х роковин смерті мореплавця. Використовуючи метод фосфатного аналізу ґрунту, науковці розшукали п'ять поховань з останками шести моряків. Експедиція наспіла вчасно: щороку поверхня суші в Авачинській бухті занурюється в море на 90 мм. Вочевидь склад «казенних» речей із «Св. Петра» вже змило в море — на березі вдалося намити лише жменю кольорового бісеру, який моряки везли, щоб дарувати аборигенам. Утім, можливо, над складом попрацювали й «туристи-скарбошукачі». Зате археологи відкопали чотири гармати з корабля, знайшли рештки кузні, спорудженої моряками, а ще — сліди неолітичних стоянок: древні мореплавці відвідували острів задовго до Беринга.
Останки командора передали професору Віктору Звягіну, учню антрополога М. Герасимова. Дослідження засвідчили, що останки належать чоловікові європеоїдної раси віком від 57 до 66 років, середнього зросту (близько 170 см) і ваги (трохи більше 70 кг), але великої фізичної сили — це визначили за масивністю кісток, особливо лопаток та кінцівок. Хороший стан зубів спростував версію про те, що Беринг помер від цинги, але точно встановити причину його смерті не вдалося.
За герасимовським методом реконструкції за черепом передбачалося встановити, який вигляд мав насправді Вітус Іонассен Беринг. З приводу того, що портрет огрядного чоловіка в цивільному справді зображає капітан-командора, науковці завжди сумнівалися. Зрештою було доведено: це портрет подвійного тезки Вітуса Беринга, його дядька, який був зовсім не відважним моряком, а поетом. Під час реконструкції портрет поета використовували також — генетична подібність родичів. Збіглася приблизно половина з порівнюваних ознак зовнішності. Беринг-моряк був значно худорлявіший, зі злегка асиметричним обличчям, вузьким чолом і носом, високими очницями, товстою й м'язистою шиєю. Уже після реконструкції до рук науковців потрапила фотографія праправнука командора А. Тімашова-Беринга, подібність була явна.
Відтворене погруддя мореплавця, яке створювали з допомогою психологів вивіряючи його міміку, емоції, так і залишилось «широко відомим у вузькому колі». У довідковій літературі досі вміщують без жодних пояснень портрет поета Вітуса Беринга, який ніколи не відкривав нових земель. Людини, за висловом Льва Толстого, з «кімнатним обличчям». Таке саме обличчя і в пам'ятника командору.

## Вшанування пам'яті
У містах Грайфсвальд та Росток є вулиця Вітуса Беринга.
До 2024 року у місті Кривий Ріг існувала вулиця Беринга. 26 січня 2024 року вулицю Беринга перейменували на вулицю Патріотичну.